# Katseye
Le Katseye (pronunciato cat's eye) sono un girl group con sede a Los Angeles, California. Il gruppo è composto da sei membri: Daniela, Lara, Manon, Megan, Sophia e Yoonchae. Con membri provenienti dalle Filippine, dalla Corea del Sud, dalla Svizzera e dagli Stati Uniti, viene spesso descritto come un "gruppo femminile globale".
Le Katseye sono nate attraverso il reality show Dream Academy del 2023, una collaborazione tra la Hybe Corporation e Geffen Records. Hanno debuttato nel giugno 2024 con il singolo Debut, seguito dal successo Touch. Più tardi nello stesso anno pubblicarono il loro primo EP, SIS (Soft Is Strong). Nell'aprile 2025 hanno pubblicato Gnarly che, nonostante le reazioni contrastanti all'uscita, ha fatto guadagnare al gruppo il loro primo ingresso nella Billboard Hot 100. Il loro secondo EP, Beautiful Chaos, è uscito il 27 giugno 2025.

## Nome

Logo utilizzato prima del debutto

In un'intervista con InStyle, la leader del gruppo, Sophia, ha spiegato che il nome del gruppo è stato ispirato dalla pietra preziosa crisoberillo, comunemente nota come occhio di gatto. La capacità della pietra preziosa di riflettere colori diversi da diverse angolazioni è stata scelta per rappresentare le diverse personalità, i talenti e le origini multinazionali dei membri. Il nome del gruppo originariamente doveva essere "Catseye", ma durante un'intervista con la radio di Los Angeles 102.7 KIIS FM, Daniela ha rivelato che Lara aveva suggerito di cambiare la grafia in "Katseye" e il gruppo alla fine acconsentì, sostenendo che la nuova grafia "sembrava più cool".

## Storia

### 2021–2023: Attività pre-debutto e formazione
Nel novembre 2021, la Hybe e Geffen Records hanno aperto le loro candidature per un girl group con "concorrenti da tutto il mondo" come parte della loro collaborazione. Con audizioni tenutesi in Corea del Sud, Stati Uniti, Giappone e Regno Unito nel 2022, la partnership mirava a creare un gruppo che "trascendesse i confini nazionali, culturali e artistici". In un'intervista con il Korea JoongAng Daily, il fondatore della Hybe Bang Si-hyuk ha espresso la sua intenzione di promuovere il gruppo risultante sul mercato americano.
Tra oltre 120.000 candidate, sono state selezionate venti concorrenti per competere nel reality show Dream Academy, che ha determinato la formazione di sei membri del gruppo femminile attraverso una serie di "missioni". Prima della première della serie, le concorrenti sono state addestrate per un anno a Los Angeles, California, attraverso metodi prevalenti nel sistema di allenamento degli idol coreani. La competizione ha debuttato il 19 agosto 2023 e si è conclusa il 18 novembre, con la selezione di Sophia Laforteza, Lara Rajagopalan, Yoonchae Jeung, Megan Skiendiel, Daniela Avanzini e Manon Bannerman per formare il gruppo femminile Katseye.

### 2024:SIS (Soft Is Strong)ePop Star Academy: Katseye
La formazione delle Katseye e la preparazione per il loro EP di debutto sono state raccontate nel documentario Pop Star Academy: Katseye, presentato in anteprima il 21 agosto 2024, distribuito da Netflix e diretto da Nadia Hallgren. Il loro marchio, l'immagine e la direzione stilistica, che comprende trucco, moda e guardaroba, sono stati gestiti da Humberto Leon, che è il direttore creativo a lungo termine del gruppo.
L'uscita del primo EP del gruppo è stata fissata per agosto 2024, in seguito all'uscita di due singoli a giugno e luglio. Per l'EP, le Katseye hanno collaborato con diversi cantautori e produttori, tra cui Ryan Tedder e Omer Fedi. Il primo dei due singoli per l'EP, Debut, è stato pubblicato il 28 giugno, con un video musicale girato a Medellín, Colombia, diretto da Gregory Ohrel. Il singolo è una traccia pop uptempo che esplora i temi della fiducia e della sorellanza in riferimento al legame dei membri come gruppo. Il singolo riscontrò una tiepida risposta commerciale, con il video musicale del singolo che ricevette 2,33 milioni di visualizzazioni in tre giorni, ottenendo risultati inferiori a quelli delle uscite musicali di artisti coreani in un lasso di tempo simile.
Il secondo singolo, Touch, è stato pubblicato il 26 luglio. La traccia melodica drum and bass R&B discute la "complessità dell'amore" e si discosta dal suono di Debut, enfatizzando la voce dei membri. Il singolo ha debuttato al numero 22 nella classifica Billboard Bubbling Under Hot 100 ed è entrato nella classifica Billboard Philippines Hot 100. Touch ha ottenuto ulteriore successo dopo che la sua coreografia è diventata virale come challenge di ballo sulla piattaforma di condivisione video TikTok nel settembre 2024.

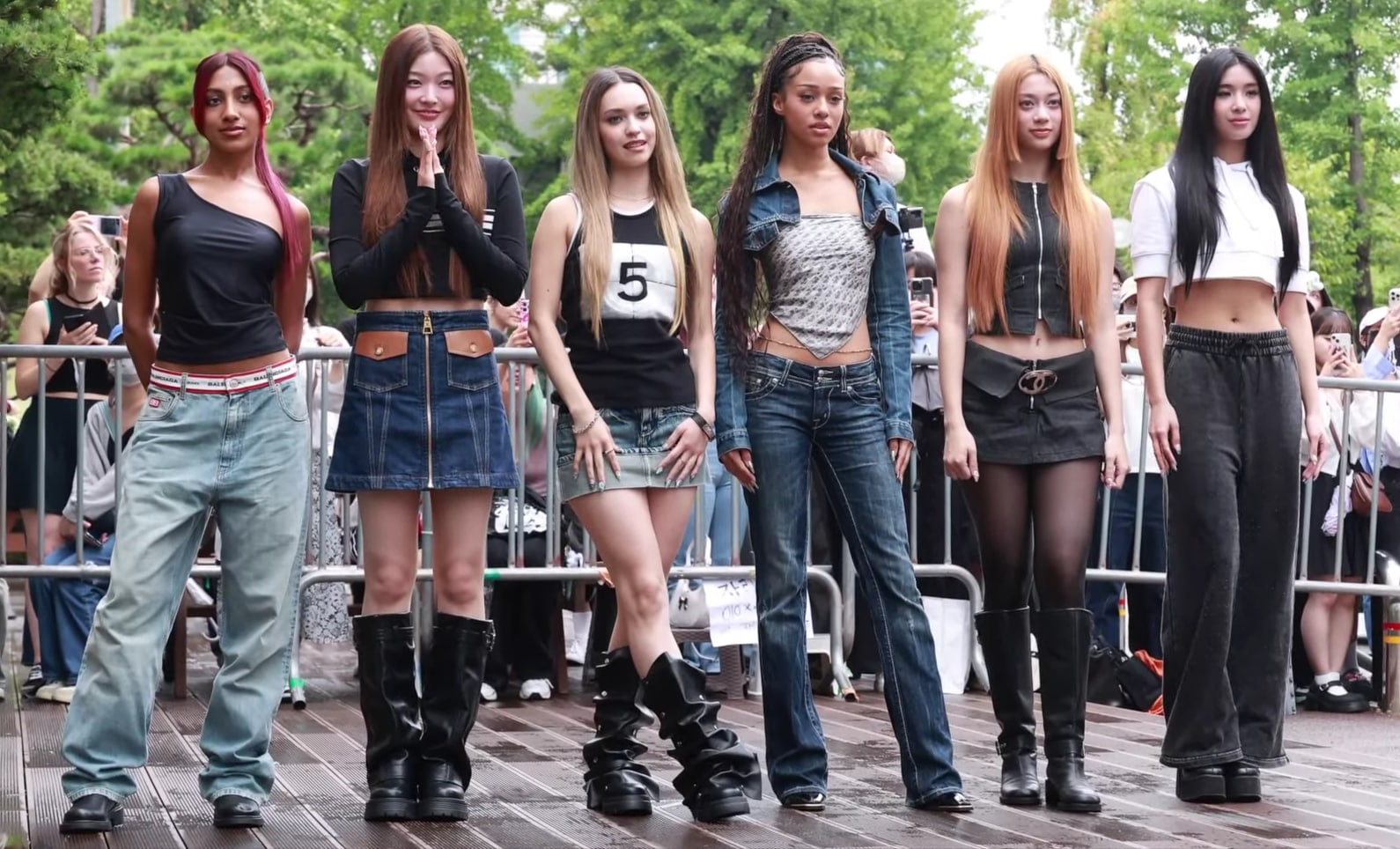
Le Katseye a settembre 2024

L'EP completo, intitolato SIS (Soft Is Strong), è stato pubblicato il 16 agosto. Con cinque tracce, l'EP ha debuttato al numero 119 nella Billboard 200 mentre le Katseye sono arrivate in cima alla classifica degli artisti emergenti. A supporto dell'EP, il gruppo ha intrapreso un tour nel continente asiatico, iniziato a Seul, in Corea del Sud, il 12 settembre, dal quale Megan dal 21 settembre, a causa del suo infortunio alla schiena. Il 14 novembre, le Katseye hanno pubblicato Flame, la sigla della serie animata Netflix Jentry Chau vs. The Underworld.

### 2025:Beautiful Chaos
Il 7 marzo 2025, le Katseye sono state aggiunte alla scaletta del Wango Tango 2025, previsto per il 10 maggio. Il 19 marzo sono state aggiunte alla scaletta del Lollapalooza di Chicago, previsto per il 3 agosto.
Il 30 aprile le Katseye hanno pubblicato un nuovo singolo, Gnarly. Gnarly è stato il primo brano del gruppo ad entrare nella Billboard Hot 100. La canzone è stata pubblicata come primo singolo dal loro secondo EP, Beautiful Chaos, uscito il 27 giugno. Il 6 giugno, le Katseye hanno pubblicato un remix di Gnarly con la partecipazione della rapper americana Ice Spice.
Il 20 giugno 2025, il gruppo ha pubblicato Gabriela, il secondo singolo dell'EP. Con la partecipazione autoriale di Charli XCX, Gabriela è stata descritta come un richiamo moderno a Jolene di Dolly Parton.
Il 27 giugno, l'EP Beautiful Chaos è stato pubblicato insieme a un video musicale per il terzo singolo estratto Gameboy.

## Sponsorizzazioni
Nel settembre 2024, le Katseye hanno fatto la loro prima apparizioni alla New York Fashion Week alla sfilata Primavera Estate 2025 per la casa di moda americana Coach, che a sua volta le ha inserite in diverse sponsorizzazioni e contenuti promozionali per la collezione lanciata dal marchio. Successivamente, le Katseye sono state protagoniste della campagna di collaborazione di Coach con il marchio di streetwear sudcoreano Matin Kim, che ha lanciato una linea di abbigliamento prêt-à-porter esclusivamente per il Giappone, Corea del Sud e Hong Kong. Mel Ottenberg, caporedattore di Interview Magazine, descrive Coach, noto per il suo mix di stili "punk e preppy" attraverso look denim, come un abbinamento perfetto per il marchio delle Katseye.
Nell'aprile 2025, le Katseye sono state protagoniste della campagna Fendi For Yourself di Fendi, lanciata in occasione del centesimo anniversario del marchio. La campagna ha messo in evidenza due delle borse più popolari di Fendi, la Baguette e la Peekaboo, entrambe considerate simboli culturali all'interno dell'industria della moda. Le Katseye sono apparse nella campagna insieme a Nara Smith, Yuqi e il modello Jordan Daniels. La campagna ha segnato anche la prima apparizione pubblica del gruppo con nuove acconciature scure, in seguito alla promozione del loro EP SIS (Soft is Strong): Megan in particolare è stata notata per il debutto della frangia tinta di rosa, in contrasto con il suo precedente taglio hime arancione. A maggio, Katseye ha stretto una partnership con Glossier per lanciare la prima linea di prodotti per labbra del marchio intitolata "Lip Glaze". La collaborazione prevedeva sei oli colorati, con ogni tonalità corrispondente a uno dei membri del gruppo. Il prodotto è stato commercializzato come una formula ibrida che combina "la brillantezza" di un gloss con "l'idratazione" di un olio per labbra. Parlando della collaborazione, Manon l'ha descritta come "un sogno che si avvera", aggiungendo: "Siamo tutte delle fan del trucco e mi sembra di essere cresciute tutte usando Glossier". La partnership è stata posizionata come un modo per allineare il marchio con un pubblico della Generazione Z. Nello stesso mese, il gruppo ha lanciato una collaborazione con Urban Outfitters, dove si sono esibiti dal vivo all'evento "UO Haul" a SoHo, Manhattan, New York, il 20 maggio, presentando il loro singolo Gnarly. Inoltre, il gruppo ha pubblicato un'edizione esclusiva in vinile blu neon del loro EP Beautiful Chaos, limitata a 3.000 copie, per il pre-ordine tramite Urban Outfitters.
Nel giugno 2025, le Katseye hanno collaborato con il brand di gioielli Pandora, la cui collaborazione include diversi charm atti a simboleggiare le caratteristiche peculiari di ogni membro. Le Katseye hanno inoltre collaborato con il brand Lush, con il rilascio di bath bomb e sei tipologie di sapone disponibili nel Regno Unito e in Irlanda a partire dal 30 giugno.

## Immagine pubblica
In un'intervista rilasciata alla rivista britannica iD, Daniela ha descritto le Katseye come il primo girl group americano "a fare musica pop americana ma addestrato a eseguire le folli coreografie del K-pop". Manon ha anche notato la diversità della formazione del gruppo, con Lara, Sophia, Daniela e lei stessa come le prime artiste rispettivamente indiana, filippina, latina e nera ad essere sotto contratto con Hybe. Prima del debutto del gruppo, Teen Vogue ha nominato le Katseye come uno dei dodici "Girl Groups da tenere d'occhio nel 2024".
Le Katseye hanno citato The Pussycat Dolls, le Spice Girls e le Blackpink come influenze musicali. Descritto come il "padrino fatato della moda" delle Katseye, il direttore creativo Humberto Leon afferma di essersi ispirato al giovane Devon Aoki, alla giovane Milla Jovovich e a Shakira per l'immagine e l'aspetto di alcuni membri del gruppo. "Senza snaturarli", Leon cita l'apprezzamento per il multiculturalismo e le origini del gruppo come precursori della loro immagine. Afferma inoltre di trarre ispirazione dall'arte, dal cinema e dalla moda piuttosto che dalle sole influenze musicali.
Il 29 ottobre 2024, le Katseye hanno condiviso il contenuto di un servizio fotografico in cui si presentavano in costume come i personaggi delle fate della serie televisiva animata Winx Club per Halloween, guadagnandosi un posto nella lista di Teen Vogue dei "Migliori costumi di celebrità di Halloween del 2024".

## Membri
- Daniela
- Lara
- Manon
- Megan
- Sophia
- Yoonchae

## Discografia

### EP
| Titolo               | Dettagli | Posizioni massime | Posizioni massime | Posizioni massime | Posizioni massime | Posizioni massime | Posizioni massime | Posizioni massime | Posizioni massime | Posizioni massime |
| Titolo               | Dettagli | USA               | BEL (FLA)         | BEL (WAL)         | CRO               | FRA               | KOR               | NZL               | SCO               | UK                |
| -------------------- | --- | ----------------- | ----------------- | ----------------- | ----------------- | ----------------- | ----------------- | ----------------- | ----------------- | ----------------- |
| SIS (Soft Is Strong) | - Data di pubblicazione: 16 agosto 2024 - Etichetta: Hybe UMG, Geffen - Formats: CD, LP, download digitale, streaming | 119               | 91                | 103               | 39                | 78                | 27                | —                 | 58                | —                 |
| Beautiful Chaos      | - Data di pubblicazione: 27 giugno 2025 - Etichetta: Hybe UMG, Geffen - Formati: CD, LP, download digitale, streaming | 4                 | 5                 | 18                | —                 | —                 | 10                | 14                | 85                | 55                |

### Singoli
| Anno | Titolo   | Posizioni massime | Posizioni massime | Posizioni massime | Posizioni massime | Posizioni massime | Posizioni massime | Posizioni massime | Posizioni massime | Posizioni massime | Album                |
| Anno | Titolo   | USA               | AUS               | CAN               | KOR               | MLY               | NZL               | PHL               | SGP               | UK                | Album                |
| --- | -------- | ----------------- | ----------------- | ----------------- | ----------------- | ----------------- | ----------------- | ----------------- | ----------------- | ----------------- | -------------------- |
| 2024 | Debut    | —                 | —                 | —                 | —                 | —                 | —                 | —                 | —                 | —                 | SIS (Soft Is Strong) |
| 2024 | Touch    | 122               | —                 | 79                | 70                | —                 | —                 | —                 | 5                 | —                 | SIS (Soft Is Strong) |
| 2025 | Gnarly   | 90                | 97                | 69                | 104               | —                 | —                 | —                 | 7                 | 52                | Beautiful Chaos      |
| 2025 | Gabriela | 87                | 44                | 57                | —                 | 6                 | 28                | 6                 | 5                 | 42                | Beautiful Chaos      |
| 2025 | Gameboy  | 109               | —                 | 90                | —                 | —                 | —                 | —                 | 27                | —                 | Beautiful Chaos      |
| "—" indica che il singolo non è entrato in quella classifica o non è stato pubblicato in quel territorio |          |                   |                   |                   |                   |                   |                   |                   |                   |                   |                      |

### Colonne sonore
| Anno | Titolo                    | Album                              | Note   |
| ---- | ------------------------- | ---------------------------------- | ------ |
| 2024 | Flame                     | Jentry Chau vs. The Underworld OST | [ 78 ] |
| 2025 | Time Lapse (Katseye Ver.) | Good Boy OST                       | [ 79 ] |

## Videografia

### Video musicali
| Anno | Titolo   | Regista             | Note   |
| ---- | -------- | ------------------- | ------ |
| 2024 | Debut    | Gregory Ohrel       | [ 80 ] |
| 2024 | Touch    | Cody Critcheloe     | [ 81 ] |
| 2025 | Gnarly   | Cody Critcheloe     | [ 82 ] |
| 2025 | Gabriela | Andrew Thomas Huang | [ 83 ] |
| 2025 | Gameboy  | Aerin Moreno        | [ 84 ] |

### Altri video
| Anno | Titolo                       | Regista     | Note   |
| ---- | ---------------------------- | ----------- | ------ |
| 2024 | My Way (Lyric Film)          | Lumpens     | [ 85 ] |
| 2024 | I'm Pretty (Lyric Film)      | Rahul Bhatt | [ 86 ] |
| 2024 | Tonight I Might (Lyric Film) | Rahul Bhatt | [ 87 ] |

## Filmografia
| Anno | Titolo                    | Note   |
| ---- | ------------------------- | ------ |
| 2023 | Dream Academy             | [ 8 ]  |
| 2024 | Pop Star Academy: Katseye | [ 88 ] |

## Riconoscimenti

### Premi e nomination
| Anno | Cerimonia                | Categoria                      | Nomination                | Risultato   | Note   |
| ---- | ------------------------ | ------------------------------ | ------------------------- | ----------- | ------ |
| 2024 | Hanteo Music Awards      | Rookie of the Year – Female    | Katseye                   | Candidato/a | [ 89 ] |
| 2025 | iHeartRadio Music Awards | Favorite K-pop Dance Challenge | Touch                     | Candidato/a | [ 90 ] |
| 2025 | iHeartRadio Music Awards | Favorite On Screen             | Pop Star Academy: Katseye | Candidato/a | [ 90 ] |

### Listicle
| Anno | Rivista    | Listicle                        | Posizione    | Note   |
| ---- | ---------- | ------------------------------- | ------------ | ------ |
| 2025 | Billboard  | 21 Under 21                     | Classificate | [ 91 ] |
| 2024 | Teen Vogue | 12 Girl Groups to Watch in 2024 | Classificate | [ 92 ] |